# Forward Madison Football Club
O Forward Madison FC é uma clube americano de futebol profissional sediado em Madison, Wisconsin . A equipe foi fundada em 2018 e está jogando sua temporada inaugural em 2019, competindo na terceira divisão do sistema de liga de futebol dos EUA, a USL League One . A equipe joga seus jogos em casa no Breese Stevens Field .

## História
Em janeiro de 2018, foi anunciado que a Big Top Events, proprietária do Madison Mallards e que operava Breese Stevens Field desde 2015, planejava trazer uma franquia de futebol para Madison que começaria no início de 2019. Como parte do plano, Big Top Events parecia ter US $ 2 milhões investidos na reforma do estádio, na pendência de uma renegociação contratual com a cidade de Madison. Big Top Events desejava ter um contrato de arrendamento de longo prazo, junto com um aumento no número de shows no estádio, mais funcionários no local do evento e US $ 1,6 milhão da cidade para upgrades de instalações.
Em 15 de maio de 2018, o Conselho municipal de Madison aprovou um novo contrato de dez anos com a Big Top Events. Como parte do acordo, a cidade concordou em pagar US $ 1,3 milhão para melhorias nas instalações. Isso inclui uma expansão do estádio para uma capacidade de 5.000 pessoas. Em seguida, Madison foi oficialmente anunciada como o quarto membro fundador da USL League One em 17 de maio de 2018. A liga profissional, que será a terceira divisão no sistema de liga de futebol dos EUA, que começou em março de 2019. Madison tornou-se a primeira equipe da Região Centro-Oeste dos Estados Unidos a se unir à liga e se tornará a única equipe de futebol profissional atualmente em Wisconsin . A cidade possui ainda outra equipe, o Madison 56ers, que disputa atualmente a United Premier Soccer League. Após o anúncio, Peter Wilt foi nomeado diretor administrativo da equipe. Madison é a sexta equipe que Wilt ajudou a lançar, tendo se envolvido anteriormente na formação de equipes como Chicago Fire e Indy Eleven .
Em junho de 2018, o Madison Pro Soccer começou um concurso de votação on-line "Nomeie seu clube" para recomendar um nome para a equipe. Em 16 de julho, foi anunciado que a votação final foi entre os nomes "Forward Madison FC / SC" e "AFC Madison". O nome da equipe será anunciado no final de 2018, com o clube tendo escolhido o nome que ganhou a votação online. O Forward Madison FC foi anunciado como o nome oficial em 18 de novembro de 2018.
Em 27 de setembro de 2018, Daryl Shore foi anunciado como o primeiro treinador do Madison. Ele também atuará como diretor técnico da equipe. Shore já havia trabalhado em várias funções no Chicago Fire, com Peter Wilt, e serviu como treinador interino do Real Salt Lake em 2017. Em setembro de 2018, Don Smart foi o primeiro jogador a assinar, anunciado em 24 de outubro.
O clube anunciou, em 7 de dezembro de 2018, um contrato de afiliação de um ano com o Minnesota United FC da Major League Soccer .

## Estádio

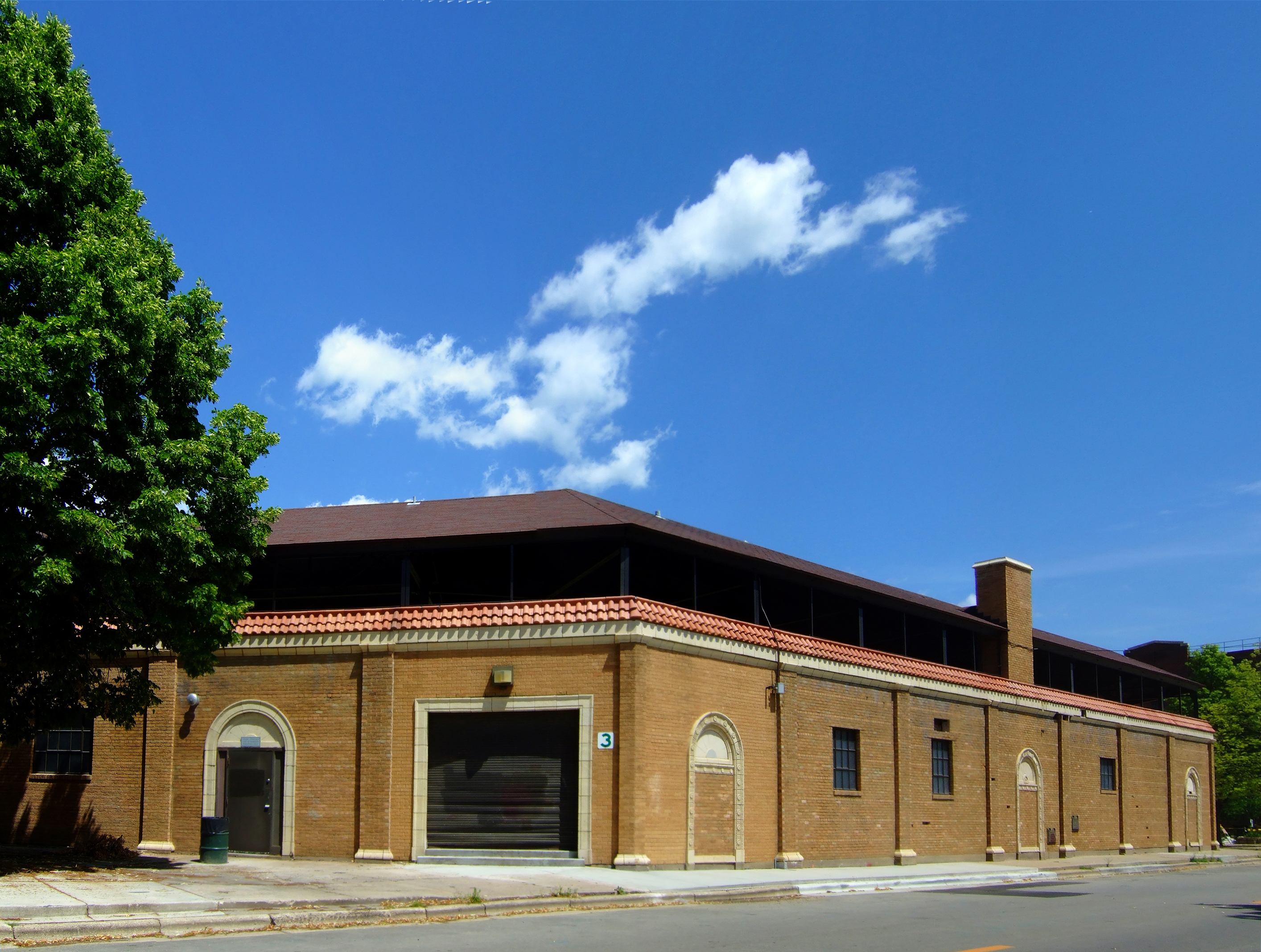
Breese Stevens Field sediará os jogos da equipe.

A equipe jogará suas partidas no Breese Stevens Field, em Madison, que será ampliada de uma capacidade de 3.740 para 5.000. O estádio, que foi construído em 1925, é o parque esportivo mais antigo da cidade e é de propriedade da prefeitura de Madison e, desde 2015, é operado pela Big Top Events. O local foi designado como um marco da cidade desde 1995, e em 2015 foi listado no Registro Nacional de Locais Históricos . O estádio abriga os times de futebol americano Madison 56ers e East High School, a equipe ultimate do Madison Radicals, bem como outras competições esportivas, shows e eventos comunitários.

## Estatísticas

### Participações
|  | Participações em 2019 |

| Competição     | Competição               | Temporadas | Melhor campanha      | Estreia | Última | P | R |
| Estados Unidos | Lamar Hunt U.S. Open Cup | 2          | Terceira Fase (2019) | 2019    | 2020   |   | – |